# ماركوس دياز
ماركوس دياز (بالإسبانية: Marcos Díaz)‏ (5 فبراير 1986 بسانتا في في الأرجنتين - ) هو لاعب كرة قدم أرجنتيني في مركز حراسة المرمى. لعب مع نادي راسينغ.

## وصلات خارجية
- ماركوس دياز على موقع قاعدة بيانات كرة القدم.إي يو (الإنجليزية)
- ماركوس دياز على موقع Soccerway.com (الإنجليزية)
- ماركوس دياز على موقع AS.com (الإسبانية)